# 馬車のあるエレーヌ・フールマンの肖像
『馬車のあるエレーヌ・フールマンの肖像』（ばしゃのあるエレーヌ・フールマンのしょうぞう、仏: Hélène Fourment au carrosse、英: Helena Fourment with a Carriage）は、17世紀フランドル・バロック絵画の巨匠ピーテル・パウル・ルーベンスが画業の絶頂期であった1639年に制作した肖像画である。彼の2番目の妻エレーヌ・フールマンと息子フランス (Frans) を馬車とともに描いている。本作は、おそらくブリュッセル市から1706年にイギリスのマールバラ公ジョン・チャーチルに贈られたものである。その後、18世紀を通して、他のルーベンスの作品とともにブレナム宮殿に置かれていた。1884年、作品はアルフォンス・ド・ロチルドのコレクションに入り、以降は彼の子孫に継承されたが、1977年に相続税の代わりとしてフランス政府に取得された。以来、パリのルーヴル美術館に所蔵されている。

## 作品

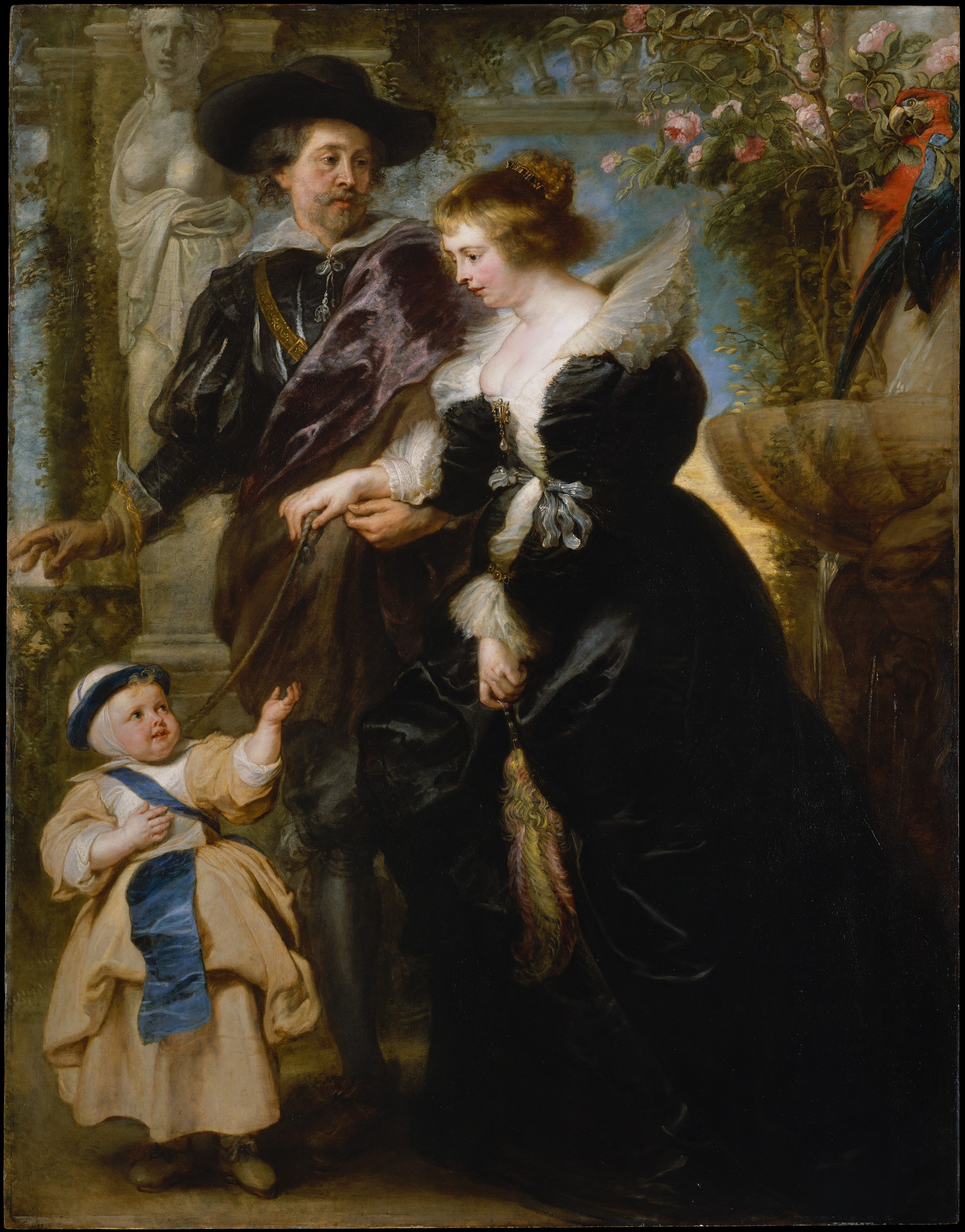
ピーテル・パウル・ルーベンス『ルーベンス、妻エレーヌ・フールマンと息子フランス』 (1630年代中-後期)、メトロポリタン美術館、ニューヨーク

全身肖像画は、16世紀に国際的宮廷肖像画形式として確立されたものである。17世紀初頭のイタリア滞在中に、ルーベンスはこの形式の革新者となった。無地の背景に替えて建築を採り入れることで具体的環境を明らかにし、同時に遠方の風景を描いたのである。本作はルーベンスと彼の家族の社会的地位を反映している。彼は1636年にスペイン領ネーデルラントの公式画家に任命され、現在ベルギーのブラバント州にあるエレウェイトのステーンの城館 に居宅を構えたばかりであった。
ルーベンスは自身が53歳であった1630年に当時16歳であったエレーヌ・フールマンを2番目の妻として娶ったが、この絵画は王女のようなスペイン風のドレスを纏い、馬車に乗ろうとしているエレーヌと1633年に生まれた息子フランスを表している。ルーベンスは「黒」を華麗な色彩として用いることのできる稀有な画家の1人で、エレーヌは絹やビロードの黒を基調に白いレースや薄紫色のリボンを身に着け、艶やかな魅力を発している。
本作は彼女を描いた最後の肖像画であるが、同様に彼女と夫妻の息子フランスを描いた同時期のもう1点の作品で、やはりアルフォンス・ド・ロチルドのコレクションに由来する『ルーベンス、妻エレーヌ・フールマンと息子フランス』がニューヨークのメトロポリタン美術館に所蔵されている。